# 先崎光
先﨑 光（まっさき ひかる、1957年（昭和32年）12月21日 - ）は、日本の政治家。茨城県那珂市長（1期）。元茨城県議会議員（2期）、元那珂市議会議員（1期）、元瓜連町議会議員。

## 来歴
茨城県那珂市出身。茨城県立太田第一高等学校卒業。
瓜連町議会議員、那珂市議会議員（1期）などを経て、2010年（平成22年）12月の茨城県議会議員選挙に立候補し初当選。県議時代は自由民主党に所属した。
2018年（平成30年）7月18日、任期満了に伴う那珂市長選挙に出馬する意向を表明。2019年（平成31年）1月27日告示、2月3日投票の市長選で無投票により初当選した。

## 発言
- 2020年（令和2年）2月16日に行われた那珂市議会議員選挙で、排外主義政策を掲げる政治団体「日本第一党」の県本部長を務める原田陽子が初当選した[4]。先崎は原田の当選について、同年3月5日の定例記者会見で「いろんな考え方があるのは一定の理解ができ、それが市の発展のためになるかという視点が大事だ」「議員は市民を代表して主義主張を掲げている。それは権利であり、止めることはしない」と述べた[5]。